# Dražičky
Dražičky là một làng thuộc huyện Tábor, vùng Jihočeský, Cộng hòa Séc.